# The Legacy (wrestling)
The Legacy è stata una stable di wrestling della World Wrestling Entertainment, che ha lottato nel roster di Raw dal 2008 al 2010.
In origine la Legacy era un gruppo guidato da Randy Orton e formato dal tag team di Cody Rhodes e Ted DiBiase Jr.. Altri due wrestler, Manu e Sim Snuka, erano affiliati con la stable prima della sua formazione ufficiale. L'idea dietro al gruppo verteva sul fatto che ogni membro era un wrestler la cui famiglia era nel mondo del wrestling: il padre di Randy Orton ("Cowboy" Bob Orton), lo zio (Barry Orton) e il nonno (Bob Orton Sr.) erano tutti wrestler. Ted DiBiase Jr. ha nel frattempo preso il nome dal padre (Ted DiBiase) che ha lottato prima di lui con entrambi i suoi nonni (il nonno adottivo Mike DiBiase e la nonna Helen Hild). Cody Rhodes è l'unico wrestler di seconda generazione, prendendo da suo padre (Dusty Rhodes), il fratello Goldust e i suoi due zii (Jerry Sags e Fred Ottman), che lo precedevano nel business. A causa del loro status di wrestler di seconda e terza generazione, tutti i membri della Legacy si credevano superiori rispetto agli altri wrestler.
Nel giugno 2008 Rhodes e DiBiase hanno prima formato un'alleanza vincendo il World Tag Team Championship a Night of Champions, quando Rhodes ha tradito il suo originale compagno di coppia, Hardcore Holly, per allearsi con DiBiase. Poco dopo la coppia ha cercato di guadagnarsi il rispetto di Orton, riuscendoci. Insieme hanno aiutato Orton a vincere la Royal Rumble 2009, dando a Orton l'opportunità di lottare per il WWE Championship a WrestleMania XXV. Il gruppo ha anche lottato insieme a Backlash in un six-man tag team match nel quale Orton ha vinto il WWE Championship per Orton.
I due hanno successivamente aiutato Orton a vincere il titolo per altre due volte durante il corso del 2009, nonostante una relazione tumultuosa che ha visto Orton attaccare spesso fisicamente i suoi due studenti. Ciò ha portato Orton a separarsi dal gruppo all'inizio del 2010. Rhodes e DiBiase si sono infine voltati le spalle a vicenda durante il loro match con Orton a WrestleMania XXVI.
Orton ha detto in un'intervista che il punto della Legacy era creare dei "futuri avversari" per se stesso e gli altri che avrebbero lottato nel main event della WWE nel corso nel successivo decennio. La Legacy è stata comparata all'Evolution, di cui Orton era un membro, ma Rhodes e DiBiase hanno detto che vedevano la comparazione come un'opportunità per provare sé stessi e mostrare il loro potenziale.

## Storia
La Legacy è nata ufficialmente all'inizio del 2009, quando nella puntata di Raw del 12 gennaio Manu e Sim Snuka hanno chiesto a Cody Rhodes se rimanere con loro o unirsi con Randy Orton. Più tardi quella stessa notte Orton ha sconfitto Kane; dopo il match Manu e Sim Snuka hanno chiesto a Rhodes da che parte stare, con Snuka che ha introdotto DiBiase Jr. (tornato da un infortunio) e i quattro hanno circondato Orton sul ring. Rhodes e DiBiase si sono tuttavia alleati con Orton, formando quindi la Legacy. Stephanie McMahon ha annunciato che Orton, Rhodes e DiBiase avrebbero partecipato al Royal Rumble match. Alla Royal Rumble Orton è entrato con il numero 8 e ha vinto il Royal Rumble match dopo aver eliminato per ultimo Triple H.
Orton ha poi iniziato una faida con la famiglia McMahon e a No Way Out ha sconfitto Shane McMahon in un No Holds Barred match. A WrestleMania XXV Orton è stato sconfitto da Triple H e non è riuscito a conquistare il WWE Championship, che ha però vinto a Backlash, dove la Legacy ha sconfitto Triple H, Shane McMahon e Batista quando lo stesso Orton ha schienato Triple H. Il prossimo avversario di Orton per il titolo era Batista, che lo ha sconfitto a Judgment Day, ma solo per squalifica, pertanto Orton ha mantenuto il titolo. La rivincita è avvenuta a Extreme Rules, dove Batista ha vinto il WWE Championship in uno steel cage match. La notte successiva a Raw la Legacy ha attaccato Batista, infortunandolo (kayfabe) a tal punto da dover rendere vacante il WWE Championship, che nella successiva puntata di Raw è stato vinto da Orton in un fatal four-way match contro Big Show, John Cena e Triple H. A The Bash Orton ha difeso con successo il WWE Championship contro Triple H in un Three Stages of Hell match.
Successivamente Ted DiBase Sr. ha annunciato che Orton avrebbe difeso il WWE Championship contro Triple H e John Cena in un triple threat match a Night of Champions, dove Orton si è confermato campione, ripetendosi anche a SummerSlam, dove ha sconfitto Cena, mentre Rhodes e DiBiase hanno perso contro la riformata D-Generation X (Triple H e Shawn Michaels). Orton ha perso il WWE Championship contro Cena in un "I quit" match a Breaking Point, per poi riconquistarlo il mese successivo a Hell in a Cell in un Hell in a Cell match; Rhodes e DiBiase hanno invece sconfitto Triple H e Michaels in un Falls Submission Anywhere match a Breaking Point, per poi perdere in una rivincita a Hell in a Cell. A Bragging Rights Orton ha perso il titolo contro Cena in un 60-minute Iron Man match, con la stipulazione che – in caso di sconfitta – Cena avrebbe dovuto abbandonare Raw. La Legacy ha poi iniziato una faida con Kofi Kingston dopo che a Bragging Rights Rhodes lo ha incolpato della sconfitta del Team Raw e dopo che Kingston è intervenuto nel match tra Orton e Cena per attaccare Rhodes e DiBiase; ciò ha portato a un match a squadre alle Survivor Series, dove il Team Kingston ha sconfitto il Team Orton. Orton ha però sconfitto Kingston a TLC, concludendo la faida.
Dopo essersi guadagnato un match per il WWE Championship alla Royal Rumble contro Sheamus grazie all'aiuto di Rhodes e DiBiase, Orton ha perso il match titolato per squalifica quando Rhodes è intervenuto durante il match, al termine del quale Orton ha attaccato Rhodes e DiBiase, con quest'ultimo che aveva tentato di aiutare Rhodes. Nella puntata di Raw del 15 febbraio Orton ha nuovamente affrontato Sheamus in un match non titolato, ma è stato di nuovo squalificato dopo l'intervento di Rhodes e DiBiase. Durante l'Elimination Chamber per il WWE Championship all'omonimo pay-per-view, al quale Orton e DiBiase hanno partecipato, Rhodes ha passato un tubo a DiBiase, che ha colpito Orton con esso e lo ha eliminato. La notte seguente a Raw Orton ha attaccato Rhodes e DiBiase, che però lo hanno attaccato in rappresaglia la settimana successiva. La separazione di Orton dal gruppo è stata cementata quando ha perso un handicap match contro Rhodes e DiBiase. Ciò ha portato a un triple threat match tra i tre membri della fazione a WrestleMania XXVI, dove Orton ha schienato DiBiase. Rhodes e DiBiase si sono attaccati durante il match, ponendo fine al duo, e Rhodes (che ha subito il Punt Kick da Orton) è stato tenuto lontano dal ring per circa un mese. Lo scioglimento del gruppo è stato confermato quando Rhodes è passato a SmackDown durante il draft del 2010.
Rhodes ha riformato la sua alleanza con DiBiase nella puntata di SmackDown del 20 maggio e il duo ha iniziato una faida con Daniel Bryan e Sin Cara e. Nel mese di agosto Rhodes ha attaccato DiBiase dopo che questi aveva perso un match contro Orton, terminando la loro alleanza. Nella puntata di SmackDown del 16 settembre DiBiase si è mascherato tra il pubblico indossando un sacchetto di carta, che era parte della nuova gimmick di Rhodes, e lo ha attaccato. Questo ha portato DiBiase a sfidare Rhodes senza successo per l'Intercontinental Championship a Night of Champions. Orton e Rhodes hanno trascorso gran parte della seconda metà del 2011 a rivaleggiare tra loro. Dopo il suo match con Rhodes, DiBiase ha introdotto la sua nuova gimmick nel 2011, nota come il "DiBiase Posse", in cui DiBiase teneva delle feste con i tifosi prima dell'inizio degli eventi della WWE. Nell'agosto 2013 DiBiase ha annunciato il suo abbandono dalla WWE dopo aver scelto di non firmare un nuovo contratto.

## Nel wrestling

### Mosse finali
- Randy Orton
  - RKO (Jumping cutter)
  - Running kick alla testa di un avversario
- Cody Rhodes
  - Cross Rhodes (Rolling cutter)
  - Silver Spoon DDT (Flowing DDT)
- Ted DiBiase
  - Cobra clutch legsweep
  - Dream Street (Cobra clutch slam)

### Musiche d'ingresso
- Voices di Rich Luzzi e Jim Johnston
- Priceless (remix) di Jim Johnston (Rhodes e DiBiase)
- It's a New Day di Adelitas Way (Rhodes e DiBiase)

## Titoli e riconoscimenti
- - WWE Championship (3) – Orton
  - Royal Rumble (2009) – Orton